# Višeprašnička vrba
Višeprašnička vrba (lovor vrba, prašljika, lat. Salix pentandra), listopoadni vodeni grm ili stablo iz porodice vrbovki. Raste po poplavnim i močvarnim područjima u Europi i srednoj Aziji. Ime vrste pentandra, odnosi se na pet prašnika. 
Višeprašnička vrba raste sporo, a razmnožava se sjemenom i vegetativno reznicama. Korijenski sustav je dubok i jak. Drvo je tvrdo, krošnja je široko razgranata, gusta i neptravilna, kora sive do tamnosmeđža, izborana i ispucala, naizmjenični listovi ovalnog ili eliptičnog oblika. Cvjetovi su dvodomni, skupljeni u rese, a plodovi su gole kapsule.
U Sjevernu Ameriku je uvezena, a također i u Belgiju.
- S. pentandra
- S. pentandra, rese i sjeme
- S. pentandra, sjeme